# Euxoa bisagittifera
Euxoa bisagittifera är en fjärilsart som beskrevs av Benjamin 1936. Euxoa bisagittifera ingår i släktet Euxoa och familjen nattflyn. Inga underarter finns listade i Catalogue of Life.